# 보비 플로이드 (야구인)
로버트 네이선 플로이드(영어: Robert Nathan Floyd, 1943년 10월 20일~)는 미국의 프로 야구 선수이자 코치, 감독이다. 1968년부터 1974년까지 7시즌 동안 메이저 리그 베이스볼(MLB)의 볼티모어 오리올스, 캔자스시티 로열스에서 내야수로 뛰었다. 선수로서 은퇴한 뒤에 여러 마이너 리그 팀의 감독직을 역임하였다. 2001년과 2004년에는 뉴욕 메츠의 벤치 코치를 맡았다. 